# Syllitus papuanus
Syllitus papuanus är en skalbaggsart som beskrevs av Raffaello Gestro 1875. Syllitus papuanus ingår i släktet Syllitus och familjen långhorningar. Inga underarter finns listade i Catalogue of Life.